# Пяски (Елцький повіт)
Пя́ски (пол. Piaski, нім. Piasken) — село в Польщі, у гміні Елк Елцького повіту Вармінсько-Мазурського воєводства.
Населення — 114 осіб (2011).
У 1975—1998 роках село належало до Сувальського воєводства.

## Демографія
Демографічна структура станом на 31 березня 2011 року:
|          | Загалом | Допрацездатний вік | Працездатний вік | Постпрацездатний вік |
| -------- | ------- | ------------------ | ---------------- | -------------------- |
| Чоловіки | 56      | 13                 | 37               | 6                    |
| Жінки    | 58      | 18                 | 29               | 11                   |
| Разом    | 114     | 31                 | 66               | 17                   |